# シルウァ・カルボナリア
シルウァ・カルボナリア (ラテン語: Silva Carbonaria, 「木炭の森」の意） は、鉄器時代後期から中世前期までワロン西部（現ベルギー）に存在した、ブナ属とオークの原生林。北はゼネ川やダイレ川、南はサンブル川まで至る、非常に広大な森だった。その北には、現在のブリュッセル付近に存在した湿地帯に隣接していた。
南東方面には、標高が高く、深い峡谷を覆うような古代の森アルドゥエンナ・シルウァ(Arduenna Silva)があった。これは現在でもアルデンヌ地域に一部が残っている。シルウァ・カルボナリアは東はライン川まで広がっていた可能性もある。338年には、ナンニェヌスとクインティヌスという軍団司令官率いるローマ軍団が、ライン川を越えて侵攻してきたフランク族とシルウァ・カルボナリアで衝突している。

## ローマ街道
ローマ帝国時代には、ケルンからトンゲレン、コルトレイク、マーストリヒト、カンブレーを通りブローニュ＝シュル＝メールに至るローマ街道がシルウァ・カルボナリアの北端をかすめて通っていた。この街道はマース川やスヘルデ川の峡谷を利用した幹線で、中世前期には「ブリュノーの道」(chaussée Brunehaut)として知られていた。この時代には古代ローマの技術力が忘れ去られ、14世紀の歴史家ジャン・デ・プレは、この長大で広く舗装された道はシギベルト1世の妻ブルンヒルドが526年に悪魔の力を借りて一夜にして作り上げたものだと述べている。

## 境界線
4世紀にローマ帝国が崩壊すると、ライン川沿いに住んでいたゲルマン人であるフランク人が旧帝国領内に王国を形成した。主要なフランク人支族サリ族はナイメーヘンを出発点とし、より人口が多くローマ化が進んでいたシルウァ・カルボナリア近辺やマース川沿いに進出していった。彼らは「よそ者」（*walhōz）と呼ばれ、これがワロン人の名の由来となったという説もある。かつては、この地形的環境が安易にロマンス語派とゲルマン語派の境界線と見なされたこともあった。

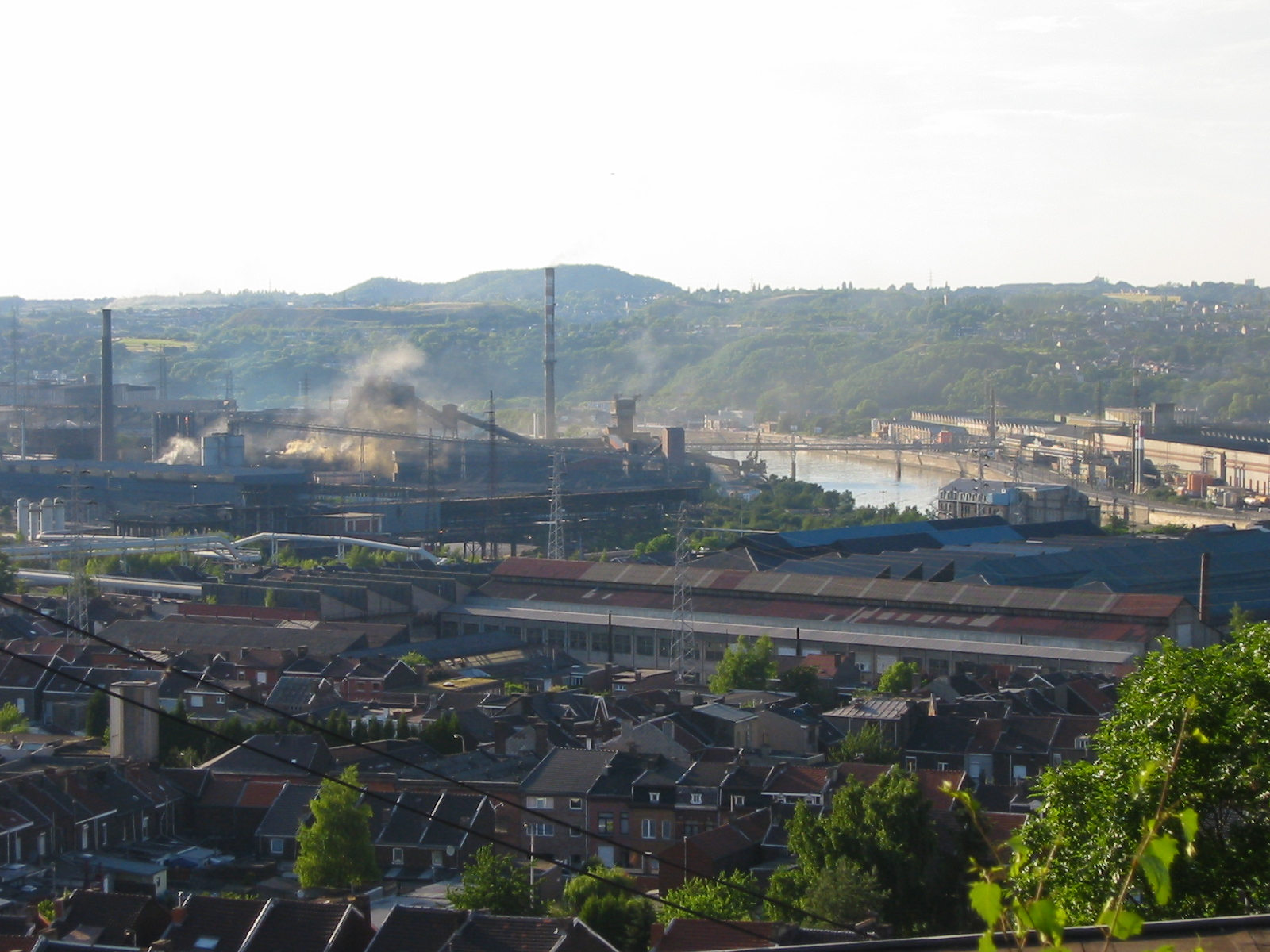
かつて森で覆われていた峡谷地帯で19世紀に鉄鉱山が開拓され、現在のワロン工業地帯のもととなった。

シルウァ・カルボナリアは、フランク人のサリカ法典でも「フランク人の住む領域の境界線」として言及されている。6世紀には、シルウァ・カルボナリアはクローヴィス1世率いる西のフランク王国と、シギベルト跛王率いる東のフランク王国（首都：ケルン）の間にまたがる国境地帯とされた。この状態は507年にクロヴィス1世が勝利して東フランクを併合するまで続いた。またこのシルウァ・カルボナリアを境とした東西の差異は、メロヴィング朝期を通じて残った。
人の手が入っていない広大な森林は、修道院の所有する土地とされた。シルウァ・カルボナリアの中にはベネディクト修道会系のロッブ修道院が成立し、またニヴェル近くのフォレ・ド・ソワヌにはSaint Foillan修道院が成立した。

## 経済的重要性
シルウァ・カルボナリアは、その名の通り木炭の重要な産地だった。付近の河川地帯では侵食された土地で鉄鉱石が発見されることが多く、これを用いて製鉄を行うために莫大な量の木炭が必要とされたのである。ローマ人の到来以前から、この地域では鉄がつくられ、ベルガエやブリテンで流通していた。無尽蔵と思われていた森は徐々に失われ、中世盛期には特に伐採が進んだ。

大きく縮小したシルウァ・カルボナリアの中で現代残っている最大の地域は「ソニアの森」である。ここは貴族の狩猟場とされたため、完全な消滅を免れた。19世紀初頭にはまだ100平方キロメートルほどの森が残っていたが、その後も伐採が続き、現在残って保護されている森の広さは44.21平方キロメートルである。